# پائول آندرال
پائول آندرال (فرانسوی: Paule Andral‎; ۱۴ سپتامبر ۱۸۷۹ – ۲۸ مارس ۱۹۵۶) بازیگر سینما، و بازیگر تئاتر اهل فرانسه بود.
از فیلم‌ها یا برنامه‌های تلویزیونی که وی در آنها نقش داشته‌است می‌توان به دورا نلسون اشاره کرد.